# 東博斯科 (巴拿馬區)
東博斯科（西班牙語：Don Bosco），是巴拿馬的城鎮，位於該國中東部，由巴拿馬省的巴拿馬區負責管轄，該城鎮在2017年5月31日從胡安迪亞斯分出，由24個社區組成。